# Slatina (okres Litoměřice)
Slatina je obec, která se nachází v okrese Litoměřice v Ústeckém kraji. Vesnice stojí na úpatí vrchu Hazmburk, asi tři kilometry severně od města Libochovice. V obci žije 275 obyvatel.

## Historie
První písemná zmínka o vsi (Zlatina) se vztahuje k roku 1057, kdy je Slatina uváděna mezi majetkem, kterým kníže Spytihněv II. obdařil právě ustavenou litoměřickou kapitulu. V roce 1363 prodala litoměřická kapitula obec Zbyňku Zajícovi z Hazmburka. Přibližně po dvou stech letech se Slatina vrátila do držení kapituly a ta Slatinu opět prodala. Tentokrát se jejími pány stali v roce 1558 Lobkovicové, kteří ji vlastnili jen krátce a po dalších rychlých změnách majitelů se novým pánem Slatiny stal purkrabí Adam ze Šternberka.
Během třicetileté války Slatina utrpěla četné škody a byla téměř opuštěna. Její osidlování započalo znovu až v roce 1640. V roce 1676 odkoupil panství hrabě Gundakar z Ditrichštejna, který pocházel z Moravy a Slatinu osidloval novými osadníky z jeho moravských panství. Následná léta byla pro Slatinu klidná a až v letech 1742 a 1743 byla Slatina rabována francouzskou armádou během válek o rakouské dědictví. V roce 1858 vymřeli Dietrichisteinové po meči a Slatina se dostala do majetku rodu Herbersteinů, kteří o Slatinu přišli v roce 1924 během pozemkové reformy. V roce 1861 obdržel ve Slatině čestné občanství velikán a rodák z Libochovic Jan Evangelista Purkyně.

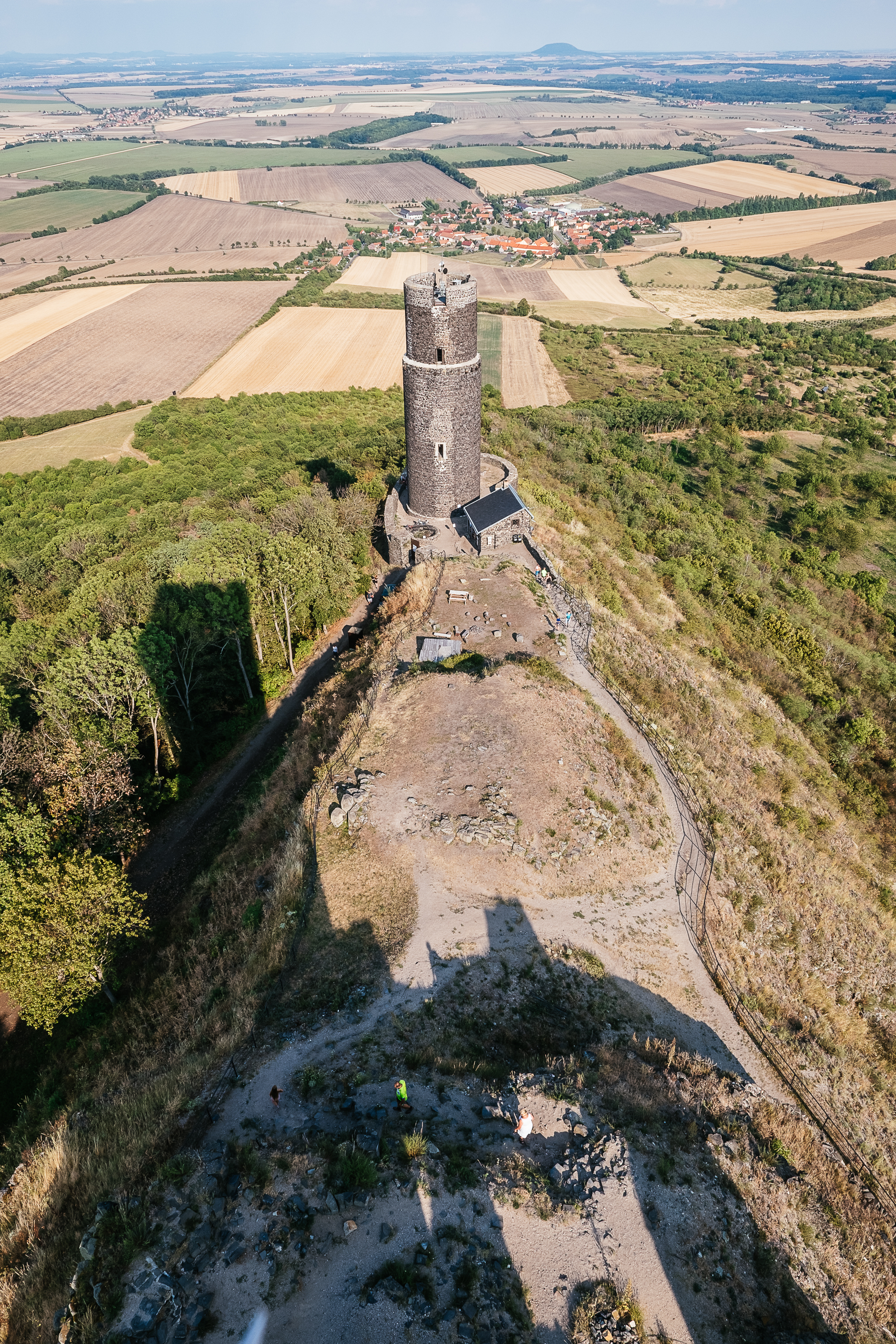
Pohled na Slatinu z Bílé věžě hradu Hazmburk

Ves má půdorys okrouhlice – usedlosti jsou rozmístěny okolo okrouhlé návsi. V roce 1857 byla Slatina spojena s obcí Sedlec novou silnicí a v roce 1864 i s Libochovicemi. V roce 1886 se Slatina dočkala cesty k železniční zastávce a na přelomu století byla postavena silnice do Černivi. V roce 1930 byla vesnice elektrifikována.
V roce 1991 se obecní úřad přestěhoval do budovy základní školy. V roce 2002 získala vesnice Bílou stuhu v soutěži Vesnice Roku za práci s mládeží. V roce 2003 byl vybudován ze zámkové dlažby chodník k 1,5 kilometru vzdálené železniční zastávce. Dále byl v roce 2005 realizován projekt povodňových domků. Těch bylo na úpatí Hazmburku postaveno šestnáct a domov v nich našli povodní zasažení lidé z Litoměřicka.
V obci od roku 2002 funguje ojedinělé hiporehabilitační centrum, které pomáhá seniorům a tělesně postiženým lidem. Projekt je mimo jiné financován z Evropského fondu pro regionální rozvoj.

## Obyvatelstvo
| Rok            | 1869 | 1880 | 1890 | 1900 | 1910 | 1921 | 1930 | 1950 | 1961 | 1970 | 1980 | 1991 | 2001 | 2011 | 2021 |
| -------------- | ---- | ---- | ---- | ---- | ---- | ---- | ---- | ---- | ---- | ---- | ---- | ---- | ---- | ---- | ---- |
| Počet obyvatel | 360  | 394  | 419  | 455  | 461  | 502  | 489  | 311  | 317  | 279  | 248  | 201  | 211  | 211  | 253  |
| Počet domů     | 59   | 61   | 70   | 77   | 85   | 89   | 110  | 123  | 94   | 90   | 84   | 99   | 105  | 127  | 128  |

## Vlajka a znak
V roce 2000 byla obci udělena možnost užívat znak a vlajku. Znak i vlajka používají motiv kruhu, který symbolizuje tvar vesnice, a motiv květů byliny sivěnky slatinné, která rostla v bažinách a slatinných oblastech. Zelená barva pak symbolizuje slatiny a louky a stříbrná barva symbolizuje slanou půdu. Pět hvězd je symbolem svatozáře svatého Jana Nepomuckého, jemuž je zasvěcen místní kostel.

## Doprava
Východně od vesnice vede železniční trať Lovosice–Postoloprty.

## Pamětihodnosti
- Kostel svatého Jana Nepomuckého
- Stodola u čp. 13
- Sýpka v areálu čp. 15

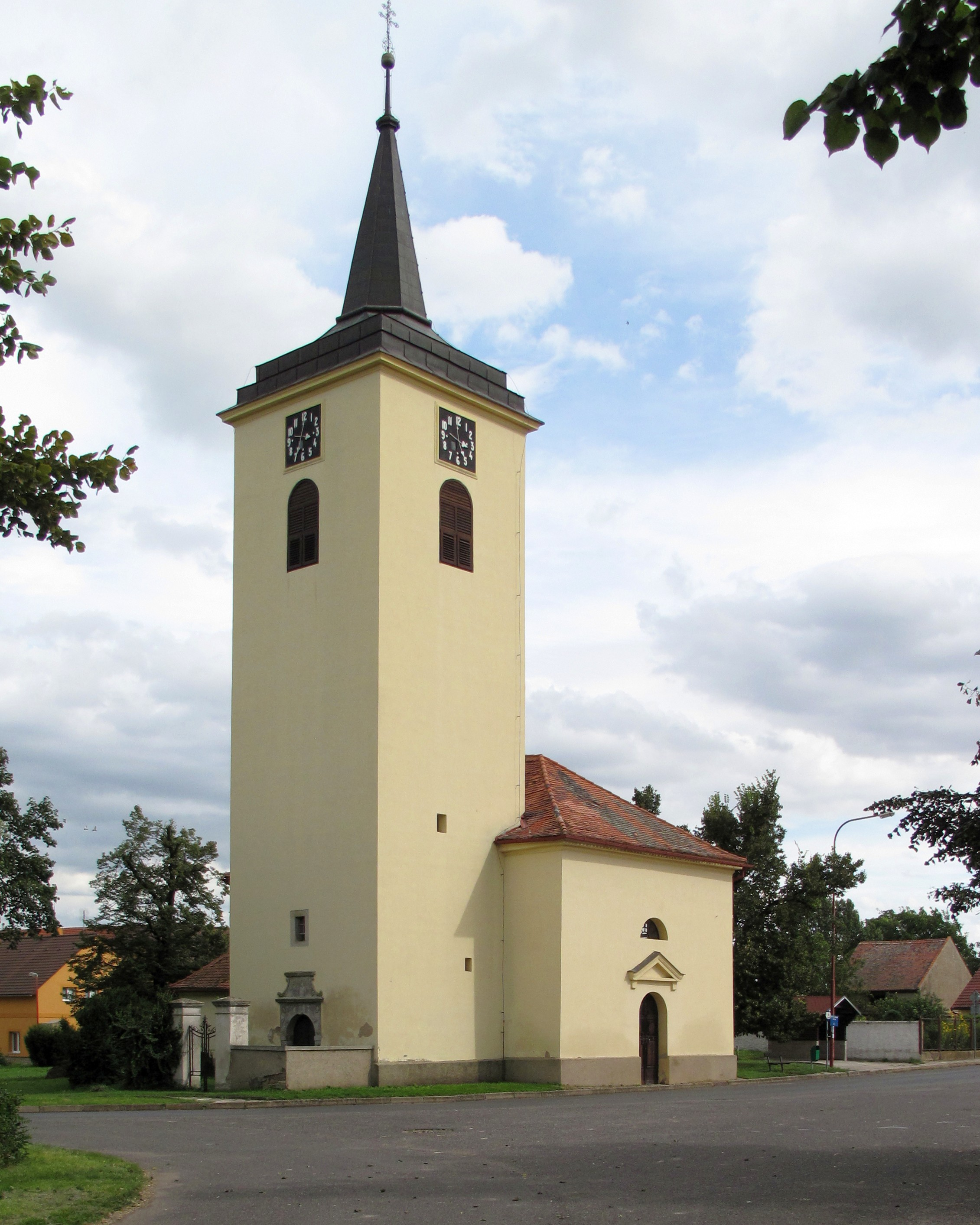
Kostel svatého Jana Nepomuckého

- Pomník padlých v druhé světové válce věnovaný pplk. Josefu Novákovi

## Rodáci
- Jaroslav Krupka (1884–1947), fotograf
- Josef Novák (1921–1943), letec 311. bombardovací perutě RAF. V roce 1943 se nevrátil ze svého osmnáctého letu, který probíhal nad Biskajským zálivem.